# Andraž Kirm
Andraž Kirm (nascut el 6 de setembre de 1984 a Ljubljana) és un jugador de futbol d'Eslovènia, que actualment juga com centrecampista per al Wisla Cracòvia.

## Trajectòria
Després d'iniciar la seva carrera en el petit club NK Smartno es va traslladar al NK Slovan el 2002, un club famós pel bon treball amb jugadors joves. El 2004 se'n va anar al tercer club de la capital eslovena, Ljubljana, el NK Svoboda, on es va establir com a jugador del primer equip. El seu talent no va passar desapercebut i es van sumar al club de la primera divisió NK Domžale l'estiu del 2005. El 2007 i 2008 va guanyar dos títols amb l'equip de Domžale.
L'estiu de 2008 es parlava d'ell per passar al club Chievo Verona, de la Sèrie A italiana, però es va quedar amb el Domžale per ajudar l'equip a la ronda classificatòria de la Lliga de Campions de la UEFA.
El 2 de juliol de 2009, es va traslladar al club polonès Wisla Cracòvia i va signar per cinc anys.

## Carrera Internacional
Kirm va fer el seu debut amb la selecció nacional a l'agost de 2007 en un partit amistós contra Montenegro a Podgorica. Des d'aleshores, ha esdevingut un dels jugadors més importants de l'equip dirigit per Matjaž Kek.
Com a internacional, va marcar aquests gols:
| #  | Data       | Estadi                      | Oponent    | Marcador | Resultat | Competició                                           |
| -- | ---------- | --------------------------- | ---------- | -------- | -------- | ---------------------------------------------------- |
| 1. | 2009-08-12 | Estadi Ljudski vrt, Maribor | San Marino | 3-0      | 5-0      | Classificació de la Copa del Món de futbol 2010-UEFA |
| 2. | 2010-03-03 | Estadi Ljudski vrt, Maribor | Qatar      | 3-0      | 4-1      | Amistós                                              |

## Estadístiques
(Actualitzades fins al 26 de maig de 2010)
| Club         | Temporada  | Lliga       | Lliga domèstica | Lliga domèstica | Copa domèstica | Copa domèstica | Copes europees | Copes europees | Total | Total |
| Club         | Temporada  | Lliga       | Part.           | Gols            | Part.          | Gols           | Part.          | Gols           | Part. | Gols  |
| ------------ | ---------- | ----------- | --------------- | --------------- | -------------- | -------------- | -------------- | -------------- | ----- | ----- |
| NK Slovan    | 2002-2003  | 3a eslovena | 7               | 1               | –              | –              | –              | –              | 7     | 1     |
| NK Slovan    | 2003-2004  | 3a eslovena | 10              | 0               | –              | –              | –              | –              | 10    | 0     |
| NK Svoboda   | 2003-2004  | 2a eslovena | 8               | 0               | –              | –              | –              | –              | 8     | 0     |
| NK Svoboda   | 2004-2005  | 2a eslovena | 30              | 4               | 1              | 0              | –              | –              | 31    | 4     |
| NK Domžale   | 2005-2006  | 1a eslovena | 29              | 0               | 1              | 0              | 1              | 0              | 31    | 0     |
| NK Domžale   | 2006-2007  | 1a eslovena | 31              | 6               | 1              | 0              | 2              | 0              | 34    | 6     |
| NK Domžale   | 2007-2008  | 1a eslovena | 32              | 9               | 3              | 0              | 4              | 0              | 39    | 9     |
| NK Domžale   | 2008-2009  | 1a eslovena | 35              | 7               | 2              | 0              | 4              | 0              | 41    | 7     |
| Wisła Kraków | 2009-2010  | 1a polonesa | 30              | 3               | 5              | 0              | 2              | 0              | 37    | 3     |
| Total        | NK Slovan  | NK Slovan   | 17              | 1               | –              | –              | –              | –              | 17    | 1     |
| Total        | NK Svoboda | NK Svoboda  | 38              | 4               | 1              | 0              | –              | –              | 39    | 4     |
| Total        | NK Domžale | NK Domžale  | 127             | 22              | 7              | 0              | 11             | 0              | 145   | 22    |

## Palmarès

### NK Domžale
- Lliga eslovena: 2006-07, 2007-08
  - Finalista: 2005-06
- Supercopa eslovena: 2007